# 泉佐野市立第三中学校
泉佐野市立第三中学校（いずみさのしりつ だいさんちゅうがっこう）は、大阪府泉佐野市にある公立中学校。通称、佐野三。

## 沿革
学制改革と同時の1947年、当時の泉南郡佐野町に設置された3つの新制中学校の一つ・佐野町立第三中学校として開校した。学校敷地は旧制昭和実践女学校の敷地を転用している。
佐野町は1949年4月1日、市制を施行して泉佐野市となった。これに伴い現在の校名、泉佐野市立第三中学校に改称した。1968年1月22日には学校火災により校舎を焼失する被害を受けた。
泉佐野市では1976年、当時の泉佐野市立第一・第二・第三中学校の校区を再編する形で、第一・第二の両中学校が閉校となり、泉佐野市立佐野中学校・泉佐野市立新池中学校の2校が新設開校した。これに伴い、従来の第三中学校校区の一部と第二中学校校区の一部が合併し、新池中学校の校区となっている。
2008年には新校舎が完成した。旧校舎は一部を解体、残りの元教室は調理室や音楽室などの特別教室や部室棟へと改装された。新校舎と旧校舎の中心あたりに1968年1月22日の学校火災の碑がつくられた。

## 通学区域
- 泉佐野市立北中小学校・泉佐野市立長坂小学校の通学区域。
- 泉佐野市立日新小学校の通学区域の上瓦屋・湊。

## 出身者
- 一森純 - ガンバ大阪
- 大野愛果 - シンガーソングライター、作曲家
- 南野拓実 - ASモナコ

## 交通
- 南海本線 井原里駅 北東へ約800m。